# Kernkraftwerk Tōkai
Das Kernkraftwerk Tōkai (jap. 東海原子力発電所, Tōkai genshi-ryoku hatsuden-sho) ist rund 120 km nordöstlich von Tokio im Gebiet des Dorfes Tōkai im Landkreis Naka in der Präfektur Ibaraki gelegen. Eigentümer ist die Japan Atomic Power Company. Auf dem Gelände stand auch der Japan Power Demonstration Reactor, der 1963 in Betrieb ging und der erste zur kommerziellen Stromerzeugung genutzte Kernreaktor Asiens war. In der Nähe befindet sich die Wiederaufarbeitungsanlage von Tōkai.

## Geschichte
Der erste Reaktor wurde in den Jahren 1961 bis 1965 erbaut, um den schnell steigenden Energiebedarf der boomenden japanischen Wirtschaft decken zu können. Bei dem ersten Block handelt es sich um einen Magnox-Reaktor. Dieser graphitmoderierte Reaktortyp benötigt nur Natururan und ist mit Kohlendioxid gekühlt.
Die Siedewasserreaktoren hielt man für noch nicht ausgereift. Eine notwendige Änderung im Reaktordesign war die für Japan erforderliche Erdbebenfestigkeit. Das erwies sich zunächst als ein Problem, da die Briten die Technologie geheim halten wollten.
Japan betrieb eigene Forschung und Entwicklung (in dieser Zeit auch in enger Zusammenarbeit mit der Bundesrepublik) und entschied sich dann, den zweiten Block in Tōkai als Siedewasserreaktor auszuführen.

## Reaktor Tōkai-1
Der Reaktor Tōkai-1 blieb der einzige gasgekühlte Reaktor in Japan. Er wurde am 31. März 1998 stillgelegt. Für den Abbau wurden 190 Millionen US-Dollar veranschlagt. Die 16.000 Uranblöcke des Kerns sollten zunächst 10 Jahre abklingen. Dann begann der Abbau, aufgeteilt in drei Phasen. In der ersten Phase von 2006 bis 2010 wurde die technische Einrichtung entfernt. Der Zeitplan für die Phase 2 ist der Zeitraum von 2010 bis 2016 und für Phase 3 die Jahre 2016 bis 2017.

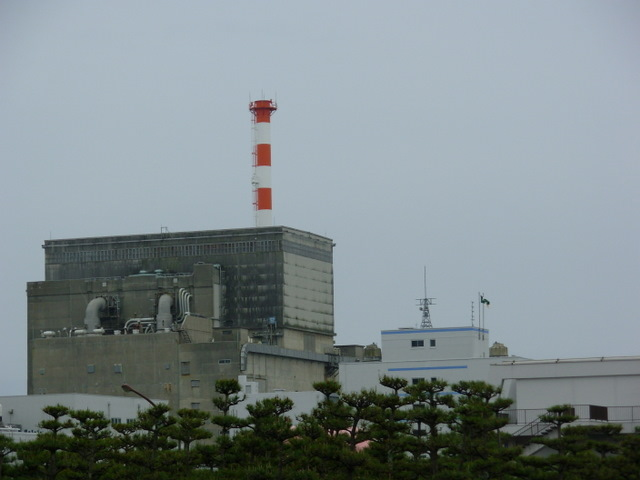
Tōkai Block eins

## Reaktor Tōkai-2
Am 11. März 2011 wurde das Kraftwerk aufgrund des schweren Tōhoku-Erdbebens automatisch abgeschaltet. Am Nachmittag des 13. März 2011 ist offiziell die erste Alarmstufe ausgegeben worden, im Reaktor 2 war eine von zwei Pumpen des Kühlsystems ausgefallen. Weiterhin waren vorübergehend zwei der drei Dieselgeneratoren ausgefallen. Eine externe Stromversorgung konnte erst am 13. März 2011 wiederhergestellt werden.
Nach einer vorübergehenden Wiederinbetriebnahme wurde der Reaktor am 21. Mai 2011 „wegen Wartungsarbeiten“ erneut herunter gefahren.
Seit der Nuklearkatastrophe von Fukushima sparen die Japaner Strom, um vorsichtshalber – weitere Beben bzw. Nachbeben werden befürchtet bzw. sind wahrscheinlich – möglichst viele Kernreaktoren abgeschaltet behalten zu können. Die neue Regierung Abe betreibt aber seit einigen Jahren eine Politik der Wiederinbetriebnahme, es wurden bereits mehrere Reaktoren des Landes nach Sicherheits-Nachrüstungen wieder hochgefahren.

## Daten der Reaktorblöcke
Das Kernkraftwerk Tōkai hat zwei Blöcke:
| Reaktorblock | Reaktortyp         | Netto- leistung | Brutto- leistung | Baubeginn  | Netzsyn- chronisation | Kommer- zieller Betrieb | Abschal- tung                     |
| ------------ | ------------------ | --------------- | ---------------- | ---------- | --------------------- | ----------------------- | --------------------------------- |
| Tōkai-1      | Magnox (GCR)       | 159 MW          | 166 MW           | 01.03.1961 | 10.11.1965            | 25.07.1966              | 31.03.1998                        |
| Tōkai-2      | Siedewasserreaktor | 1060 MW         | 1100 MW          | 03.10.1973 | 13.03.1978            | 28.11.1978              | Seit 5/2011 im Langzeitstillstand |